# جبل كورك
جبل كورك هو جبل يقع ضمن الحدود الإدارية لمحافظة أربيل العراقية. ويبعد تقريباً 100 كيلومتر عن المدينة. كما يبعد جبل كورك 50 كيلومتراً عن الحدود الإيرانية.
في عهد الرئيس العراقي السابق أحمد حسن البكر أمر ببناء مرصد فلكي كبير هو الأكبر في الشرق الأوسط و تم اختيار قمة جبل كورك كموقع له نظراً لعلوه وموقعه الجغرافي ولكن لم يتم اكتمال بنائه بسبب تولي الرئيس العراقي السابق صدام حسين للحكم وبدء الحرب العراقية الإيرانية التي دمرت بعضاً من أجزاء المرصد.